# Corcoran Gallery of Art
Pour les articles homonymes, voir Corcoran.
La Corcoran Gallery of Art est un musée d'art américain fondé en 1869 et fermé en 2014.
Institution culturelle à financement privé la plus importante de la ville de Washington, D.C (États-Unis)[Quand ?], elle compte dans ses collections des œuvres d'art américain mais aussi des tableaux d'Eugène Delacroix, Edgar Degas, Claude Monet, Rembrandt, Pablo Picasso, Pierre-Auguste Renoir, entre autres.
En 2014, après des décennies de difficultés financières et de mauvaise gestion, la Corcoran est dissoute par décision de justice. Les 17 000 œuvres d'art sont alors cédées gratuitement à la National Gallery of Art (NGA), et celles que la NGA ne veut pas sont données à des institutions culturelles à Washington et dans le reste du pays.